# Moshe Ze’ev Flinker
Moshe Ze’ev Flinker (Maurice Wolf Flinker; * 9. Oktober 1926 in Den Haag; † 1944 in Auschwitz) war ein niederländischer Jugendlicher und Tagebuchautor, der Opfer des Holocaust wurde.

## Leben
Moshe Fliker war der Sohn des Polen Noah Eliezer Flinker, der nach Holland ausgewandert und dort ein erfolgreicher Geschäftsmann geworden war. Nach der Besetzung der Niederlande 1940 floh die Familie 1942 aus Den Haag nach Belgien, um den Nazis und der Verfolgung der Juden durch die Gestapo zu entkommen. Die Flinkers blieben in Brüssel, bis sie 1944 festgenommen und deportiert wurden. Flinker und seine Eltern kamen nach Auschwitz und wurden dort ermordet.

## Tagebuch
Flinker begann 1942, sein Tagebuch zu schreiben. Das Buch wurde von seinen Geschwistern gerettet und 1958 durch Yad Vashem in hebräischer Sprache veröffentlicht. Eine englische Übersetzung wurde 1965 durch Yad Vashem unter dem Titel Young Moshe’s Diary mit dem Untertitel The spiritual torment of a Jewish boy in Nazi Europe veröffentlicht. Eine zweite Auflage folgte 1971. Eine jiddische Übersetzung wurde 1965 von Perets, Tel Aviv, unter dem Titel Dos yingl Moyshe; Dos togbukh fun Moyshe Flinker veröffentlicht. Eine deutsche Übersetzung wurde 2008 von Berlin University Press unter dem Titel Auch wenn ich hoffe: Das Tagebuch des Mosche Flinker veröffentlicht.

## Ausgaben
- Mosche Flinker: Auch wenn ich hoffe. Das Tagebuch des Mosche Flinker. Mit einem Vorwort von Saul Friedländer. Aus dem Niederländischen von Birgit Erdmann. Berlin University Press, Berlin 2008, ISBN 978-3-940432-16-2.
- Moshe Flinker: Young Moshes diary : the spiritual torment of a Jewish boy in Nazi Europe. Einleitungen Shaul Esh und Geoffrey Wigoder. Jerusalem: Yad Vashem, 1958